# Mesodontrachia desmonda
Mesodontrachia desmonda är en snäckart som beskrevs av Alan Solem 1985. Mesodontrachia desmonda ingår i släktet Mesodontrachia och familjen Camaenidae. IUCN kategoriserar arten globalt som nära hotad. Inga underarter finns listade i Catalogue of Life.